# Chiang Mai
Chiang Mai (in thailandese เชียงใหม่; [tɕʰīəŋ màj] , in thailandese settentrionale: ᨩ᩠ᨿᨦ ᩲᩉ᩠ᨾ᩵; [t͡ɕīəŋ.màj] ), trascritto anche come ChiangMai, è una città maggiore (thesaban nakhon) della Thailandia del Nord nonché seconda città più grande della Thailandia. Il territorio comunale fa parte del distretto di Chiang Mai, che è il capoluogo della provincia di Chiang Mai. L'area urbana di Chiang Mai ha una popolazione di 1 198 000 abitanti e si estende da Hang Dong a sud fino a Mae Rim a nord, e da Suthep a ovest fino a San Kamphaeng a est.

## Geografia fisica

### Territorio
Si trova 700 km a nord di Bangkok, in una valle situata nella zona più montuosa del Paese, sulle rive del fiume Ping, uno dei maggiori affluenti del Chao Phraya. È la principale e la più popolosa città della Thailandia del Nord; nei confini comunali vivono poco più di 130 000 persone, ma l'area metropolitana nel corso degli anni si è molto allargata e conta circa 1 000 000 di abitanti. I monti Doi Suthep (1675 m) e Doi Pui (1686 m) dominano la città e ne delimitano la periferia occidentale.

### Clima
La temperatura media mensile massima è di 36,5° e si ha in aprile, durante la stagione secca, con un picco di 42,4° registrato in maggio; la media mensile minima è di 14,9° e si registra a gennaio, nella stagione fresca, con un picco di 3,8° a dicembre. La media massima mensile delle precipitazioni piovose è di 216,9 mm in agosto, nella stagione delle piogge, con un picco giornaliero di 20,9 mm in agosto. La media minima mensile è di 4,2 mm in gennaio. La stagione fresca va da novembre a febbraio, con grande escursione termica, quella secca da febbraio a maggio e quella delle piogge da maggio a ottobre.
Per preparare i terreni alla semina, tra febbraio e aprile i contadini delle tribù delle montagne circostanti praticano il debbio, che consiste nell'incendiare i residui colturali creando un fumo denso che si propaga fino alla città. Di conseguenza l'aria, già surriscaldata dall'avanzata stagione calda nonché inquinata dalle emissioni prodotte dai veicoli, diventa pesante e si verificano malattie respiratorie.

## Storia

### Fondazione
La pianura su cui sorge Chiang Mai è molto fertile e sin dall'antichità vi si stanziarono diverse tribù. Tra i primi gruppi etnici vi furono i lawa, che costruirono un villaggio nel territorio dove oggi sorge Chiang Mai. La città fu fondata nel 1296 dal Re Mangrai dei tai yuan, che si impadronì del villaggio lawa costringendo gli abitanti ad emigrare o a integrarsi nella nuova realtà. Chiang Mai divenne la capitale del Regno di Lanna, formatosi in seguito all'annessione nel 1292 del Regno di Hariphunchai (l'odierna Lamphun) al Regno di Ngoenyang di Mangrai.
All'epoca di questa importante conquista il sovrano aveva trasferito la corte a Wiang Kum Kam, sulla riva orientale del Ping, la prima importante città della zona. Le ripetute inondazioni di Wiang Kum Kam lo indussero a costruire Chiang Mai pochi chilometri più a nord, tra la riva occidentale del fiume e il monte Doi Suthep. La città originale, chiamata Nophaburi Sri Nakhon Ping Chiangmai, era racchiusa in un rettangolo di 1,8 × 2 km, attorniato da una cerchia di mura con 4 porte nei 4 punti cardinali e da un fossato per proteggerla dalla minaccia dell'Impero cinese. Mangrai fece costruire monasteri e palazzi avvalendosi di maestranze fatte arrivare dal lontano Regno di Pagan, l'odierna Birmania. Parte delle mura, la porta orientale, i bastioni ai quattro angoli e il fossato sono tuttora in discreto stato di conservazione.

### Sviluppo
Anche se nei secoli successivi la capitale fu talvolta spostata in altre città della regione, Chiang Mai rimase il più importante centro del Regno Lanna e tornò sempre ad essere la capitale. I successori di Mangrai la abbellirono ulteriormente con splendidi wat e rafforzarono il regno grazie alla politica di matrimoni che legò Lanna ai più importanti regni limitrofi. La prima invasione di Lanna da parte del Regno di Ayutthaya fu respinta alle porte di Chiang Mai nel 1387.
Chiang Mai raggiunse il massimo splendore durante il regno di Tilokaraj, un fervente religioso che fece costruire in città importanti templi e respinse nuove invasioni siamesi. Tra le sue iniziative vi fu la convocazione di un importante concilio buddhista nel 1477, tenutosi nei pressi della città. Alla morte di Tilokaraj seguì il declino di Lanna, durante il quale continuarono le guerre con Ayutthaya e lotte interne per la successione al trono. Dopo alcune rivolte cittadine fu eletto re il principe laotiano di madre lanna Setthathirat, che abbandonò dopo due anni il trono di Chiang Mai per salire su quello di Lan Xang, portando con sé importanti tesori, tra cui la venerata statua del Buddha di Smeraldo. La città si spopolò e ci vollero 4 anni senza un sovrano per trovare un discendente di Mengrai, Mekuti, il cui operato aggravò la crisi.

### Dominio birmano
Della crisi in cui versava Lanna approfittarono i birmani della dinastia di Toungoo, il cui re Bayinnaung pose fine all'indipendenza di Lanna e alla dinastia di Mengrai nel 1558, quando occupò Chiang Mai senza ricorrere alle armi. Il dominio birmano durò 216 anni, nei quali gli invasori diffusero la propria cultura e lasciarono sul trono vassalli locali. Numerose furono le ribellioni in città, alcune delle quali portarono a brevi periodi di indipendenza, e per sicurezza i birmani spostarono la capitale Lanna a Chiang Saen.
La nuova dinastia Lanna nacque nella vicina Lampang, dove i sette nipoti del locale governatore Chao Thipchang guidarono nuove rivolte contro i birmani. In particolare si distinse il più vecchio dei fratelli, Chao Kawila, che unì le proprie truppe a quelle siamesi del Regno di Thonburi, nato dopo la distruzione di Ayutthaya da parte dei birmani nel 1767. I birmani furono cacciati nel 1774 e il re di Thonburi Taksin affidò Chiang Mai a Kawila.

### Regno di Chiang Mai, vassallo del Siam
Per scoraggiare nuove invasioni, nel 1776 la città fu evacuata; Kawila e la popolazione si trasferirono a Lampang. Nel 1782 il re Taksin fu vittima di una rivolta ed il trono siamese passò a Rama I, fondatore del Regno di Rattanakosin, l'odierna Bangkok. Rama I confermò il ruolo di vassallo a Kawila, che divenne così il primo sovrano del Regno di Chiang Mai. Tale carica fu inizialmente solo nominale, perché Kawila fece ritorno a Chiang Mai solo nel 1797 e a fine anno respinse un nuovo imponente attacco birmano. La minaccia birmana si attenuò definitivamente dopo i successi britannici nelle guerre anglo-birmane a partire dal 1824.
La città fu ripopolata grazie anche alle incursioni compiute dalle truppe di Kawila a nord, dove furono deportati in territorio Lanna un gran numero di locali tai, tra i quali vi erano shan della Birmania e tai lü di Chiang Hung. Gradualmente le diverse etnie presenti a Chiang Mai si integrarono ed hanno dato vita ad un'atmosfera particolare, che si distingue in molti campi della cultura cittadina, come la lingua parlata e l'architettura. Oltre ai tributi versati a Bangkok, Chiang Mai e le città limitrofe inviarono truppe a supporto delle campagne siamesi, come quella che represse la rivolta del re di Vientiane Anouvong nel 1827.

### Storia contemporanea
Nei regni dei successori di Kawila fu ricostruita la città che tornò a popolarsi acquisendo via via sempre più importanza in campo economico e culturale. Fu ufficialmente annessa al Siam nel 1899 durante il regno di Re Rama V, quando divenne il capoluogo del monthon Phrayap, una delle nuove suddivisioni amministrative di primo livello con cui il Siam divenne uno Stato centralizzato. Il processo di annessione richiese 6 anni per le resistenze dell'aristocrazia locale, che fu infine accontentata con titoli nobiliari e consistenti elargizioni su base annua. L'odierna municipalità fu istituita nel 1915 come distretto sanitario, e nel 1935 ottenne lo status di comune.
Nei decenni successivi si affermò progressivamente la cultura di Bangkok con il processo di thaificazione imposto dal governo centrale, in particolare con l'adozione della lingua thai nelle scuole a discapito del kham mueang e con l'immigrazione di thai centrali a Chiang Mai, in particolare commercianti, più inclini agli affari rispetto ai commercianti locali. Nel 1983 i confini comunali furono allargati a 40,216 km², contro i precedenti 17,5 km². Nel 2015 il complesso costituito dai monumenti, dai siti archeologici e dal paesaggio culturale di Chiang Mai è stato inserito dall'UNESCO tra le candidature alla lista dei patrimoni dell'umanità.

## Società

### Lingue e dialetti
Gli abitanti parlano il kham mueang che fa parte delle lingue tai, al pari del thai e del lao. I tre idiomi hanno tra loro un buon livello di mutua intelligibilità. Il kham mueang viene chiamato anche thailandese settentrionale o lanna. Il thai viene insegnato nelle scuole ed è diventato madrelingua per gli abitanti della zona.

## Economia e turismo
Il turismo è un'importante risorsa per l'economia della città, visitata ogni anno da circa un milione di persone. Chiang Mai offre attrattive simili a quelle di Bangkok, seppure in scala minore, ma è molto meno congestionata dal traffico e il clima è più temperato. Il ritmo di vita più rilassato rispetto alla capitale e la vicinanza con aree protette come i parchi nazionali agevolano attività escursionistiche e naturalistiche nella regione. Sia in città che nelle vicinanze ci sono molti templi famosi. È il punto di partenza per le escursioni sulle colline e nelle giungle del nord, dove fra l'altro si possono visitare i villaggi delle tribù di montagna come gli akha, i karen, i lahu, i hmong e altri; in città decine di tour operator offrono pacchetti e guide per tali escursioni. Nei dintorni si trovano diversi parchi nazionali, fra cui quello di Doi Inthanon (la montagna più alta della Thailandia), e quello di Doi Pui Suthep.
Ci sono due famosi mercati visitati dai turisti: il Night bazar, che si raggiunge percorrendo qualche centinaio di metri uscendo dal Tapae gate (la principale porta di accesso al centro che si trova ad est), aperto tutte le sere, ed il mercato della domenica, che si tiene in centro tutte le domeniche dal pomeriggio fino a tarda sera.
Numerosi commercianti ed esportatori vengono ad acquistare i prodotti dell'artigianato locale, soprattutto oggettistica e sculture in legno, gioielli in argento, bigiotteria, manufatti in seta, ombrelli in carta di gelso, ecc. La posizione geografica di Chiang Mai ha da sempre favorito il suo ruolo strategico nei commerci e nell'economia della regione. Si prevede un ulteriore sviluppo con il miglioramento della rete stradale che la collega alla Cina e con il conseguente aumento degli scambi commerciali. A parte le imprese artigiane, il settore industriale vero e proprio è poco sviluppato; fra le aziende presenti vanno segnalate quelle delle lavorazioni dei prodotti alimentari.
L'industria del sesso è meno sviluppata rispetto a Bangkok e Pattaya ed è concentrata soprattutto in alcuni beer bar, go-go bar e sale di massaggio dislocati in città. L'industria degli stupefacenti richiama molti meno turisti di qualche anno fa: infatti il governo ha stroncato il consumo di marijuana, eroina e oppio. Il Triangolo d'oro ormai non è più lo snodo nevralgico del traffico internazionale di questi stupefacenti, ma a partire dagli anni novanta si è progressivamente diffusa la metanfetamina locale nota come yaba ed altre correlate. L'agenzia federale antidroga statunitense DEA ha ancora un'importante sede nei pressi del Night bazaar.

## Attrazioni turistiche

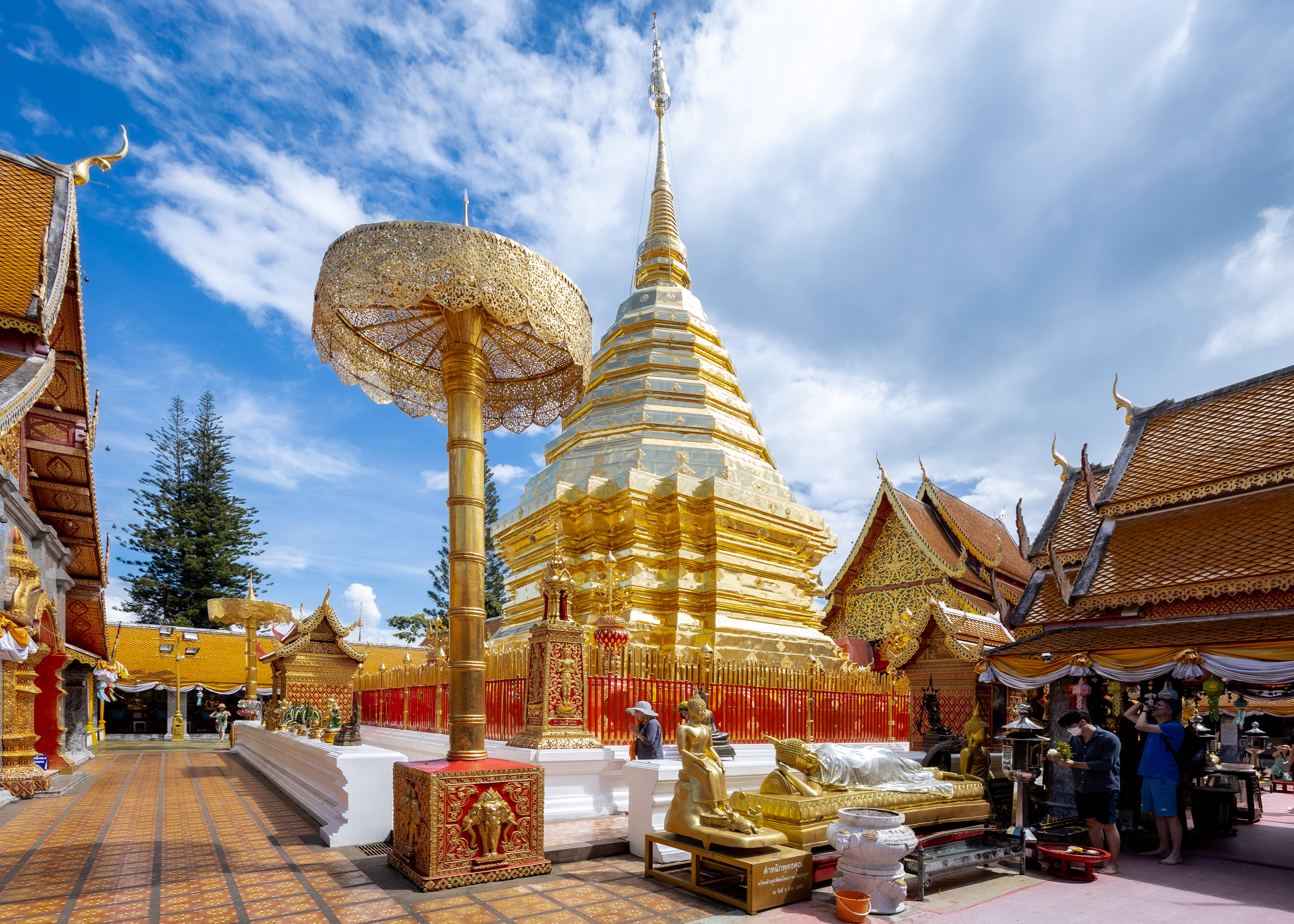
Tempio Phrathat Doi Suthep

A Chiang Mai e dintorni vi sono circa 300 templi, fra i quali:
- Wat Phrathat Doi Suthep, il più famoso, costruito nel 1383, situato su una collina a 15 km a nord-ovest, è una meta di pellegrinaggio per i devoti buddhisti. Dal tempio, a cui si accede salendo 309 gradini o percorrendo la strada normale, si gode del panorama sulla città.
- Wat Chiang Man, del tredicesimo secolo, è il più antico di Chiang Mai. Qui Chao Mengrai soggiornò durante la costruzione della città. L'interno ospita le due venerate statue del Phra Sila in marmo e del Phra Satang Man in cristallo.
- Wat Phra Singh, costruito nel 1345, è un esempio di architettura classica Lanna; al suo interno si trova la sacra statua di Phra Singh Buddha, trasferita alcuni secoli fa da Chiang Rai. Al tempio si tengono corsi di meditazione aperti al pubblico.
- Wat Chedi Luang, fondato nel 1401, dominato da un largo stupa in stile Lanna, la cui costruzione richiese diversi anni e che fu danneggiato da un terremoto nel sedicesimo secolo.
- Wat Sri Suphan, tempio buddista in stile Lanna, conosciuto anche come "Tempio d'argento" per le grandi decorazioni in argento, alluminio e nichel.
- Zoo di Chiang Mai, fondato nel 1957, copre una superficie di 81 ettari e comprende un acquario.

## Amministrazione

### Gemellaggi
Chiang Mai è gemellata con le seguenti amministrazioni:
- Uozu, dal 1989
- Prefettura di Saitama, dal 1992
- Kunming, dal 1999
- Harbin, dal 2008
- Genova, dal 2018[19]